# Temelucha xerophila
Temelucha xerophila är en stekelart som beskrevs av Dasch 1979. Temelucha xerophila ingår i släktet Temelucha och familjen brokparasitsteklar. Inga underarter finns listade i Catalogue of Life.